# Jean-Baptiste-Marie David
Jean-Baptiste-Marie David (Couëron, 4 giugno 1761 – Nazareth, 12 luglio 1841) è stato un vescovo cattolico francese.
Missionario sulpiziano negli Stati Uniti d'America, è stato il secondo vescovo di Bardstown ed è il fondatore delle Suore della carità di Nazareth.

## Biografia
Ricevette la sua educazione presso gli oratoriani di Nantes, compì il noviziato tra i sulpiziani a Issy e fu ordinato prete il 24 settembre 1785.
Insegnò filosofia e teologia nel seminario di Angers e, allo scoppio della Rivoluzione francese, partì per gli Stati Uniti d'America.
Soggiornò a Bryantown e fu poi professore di filosofia al Georgetown College di Washington.
Nel 1811 raggiunse nel Kentucky il confratello Benoît-Joseph Flaget, vescovo di Bardstown: fu superiore del seminario diocesano e fondò una congregazione di suore dando loro la regola vincenziana.
Fu eletto vescovo di Mauricastro in partibus e coadiutore di Bardstown il 4 luglio 1817: nel 1832 succedette al dimissionario vescovo Flaget, ma lasciò il governo della diocesi nel 1834 per consentire a Flaget di riprendere l'episcopato.
Rimase consigliere del vescovo Flaget e continuò a dirigere le sue suore.

## Genealogia episcopale
La genealogia episcopale è:
- Cardinale Scipione Rebiba
- Cardinale Giulio Antonio Santori
- Cardinale Girolamo Bernerio, O.P.
- Arcivescovo Galeazzo Sanvitale
- Cardinale Ludovico Ludovisi
- Cardinale Luigi Caetani
- Cardinale Ulderico Carpegna
- Cardinale Paluzzo Paluzzi Altieri degli Albertoni
- Cardinale Gaspare Carpegna
- Cardinale Fabrizio Paolucci
- Cardinale Francesco Barberini
- Cardinale Annibale Albani
- Cardinale Federico Marcello Lante Montefeltro della Rovere
- Vescovo Charles Walmesley, O.S.B.
- Arcivescovo John Carroll, S.I.
- Vescovo Benoît-Joseph Flaget
- Vescovo Jean-Baptiste-Marie David, P.S.S.